# Natuurpark Capçaleres del Ter i del Freser
Het Natuurpark Capçaleres del Ter i del Freser (Catalaans: Parque natural Capçaleres del Ter i del Freser/Spaans: Parque natural de las Cabeceras del Ter y del Freser) is een natuurpark in Catalonië in Spanje. Het natuurpark werd opgericht in 2015 en is 14.579 hectare groot. Het natuurpark omvat bergen in de Pyreneeën en de bovendalen van de Ter en de Freser. In het park komt dwergarend, steenarend, gier voor.